# Interview (výzkum)
Interview, tedy metodicky vedený rozhovor, se v sociologii a dalších vědách používá jako jedna ze základních výzkumných metod. Rozhovor je výzkumná a diagnostická technika, která spočívá v dotazování. Jeho účelem není pouze získání diagnostických informací, ale je také prostředkem navázání kontaktu s dotazovaným.

## Fáze rozhovoru
1. úvodní – navázání kontaktu, navození atmosféry, určení tématu, času, účelu, ujištění
2. jádro rozhovoru – vlastní dotazování
3. závěr rozhovoru – shrnutí, uvolnění atmosféry, naladění na další spolupráci

## Technika rozhovoru
V technice rozhovoru (obdobně jako při dotazníku) se prostřednictvím předem zvolených otázek dovídáme o jednotlivých dílčích jevech na základě odpovědí respondenta jakožto zkoumané osoby. Sledujeme tedy jeho verbální chování, které bylo vyvoláno položením konkrétní otázky, což má jistě svoje výhody, ale na druhé straně je nutné zvážit možné komplikace, které s sebou přinášejí možné zkreslení. To může nastat zejména tehdy, jestliže respondent otázku buď nepochopil, nebo pochopil jinak, než byla položena, a nebo jinak, než ji pochopili ostatní dotazovaní. Takové chyby velmi výrazně ovlivňuje i typ interview.

## Typy rozhovorů dle Dismana
Miroslav Disman rozděluje dva základní typy rozhovorů z hlediska z jejich formální či neformální struktury na standardizovaný a nestandardizovaný.

### Standardizovaný rozhovor
Standardizovaný je takový typ rozhovoru, ve kterém jsou předem dány neměnné otázky a jejich jasná formulace, přičemž musí být zachováno i přesné řazení otázek při rozhovoru, neboť i jiným pořadím kladení otázek lze ovlivnit (a případně i zkreslit) verbální chování respondentů. Výsledky z takovéhoto šetření jsou poměrně dobře srovnatelné, avšak Disman dále upozorňuje na skutečnost, že standardizovaný rozhovor nemůže být použit pro oblasti zkoumání, o kterých nemáme dostatek informací. Současně zde však existuje i nebezpečí, že se příliš zaměříme na jednotlivé izolované jevy, čímž nám mohou uniknout některé širší souvislosti, a proto je standardizovaný rozhovor lépe použít pro kvantitativní výzkumná šetření.

### Nestandardizovaný rozhovor
Oproti tomu nestandardizovaný rozhovor umožňuje zaznamenat i širší souvislosti mezi zkoumanými fenomény, a dokonce i umožňuje vyloučit některé chyby, jež mohou vzniknout špatným porozuměním dotazovaného položené otázce. Jelikož však jediné, co je při tomto typu interview předem dané, je výhradně jen záměr výzkumu, je možné otázky (a jejich formulaci či pořadí) měnit podle situace, což na druhou stranu znesnadňuje (neřku-li znemožňuje) srovnávat výsledky jednotlivých respondentů. Proto se nestandardizované interview používá přednostně při kvalitativním výzkumu na rozdíl od kvantitativního, který již ze své podstaty musí počítat právě s dobrou srovnatelností.

### Polostandardizovaný rozhovor
Mezi těmito dvěma klíčovými typy rozlišuje Disman ještě celou škálu jiných druhů, z nichž za nejvýznamnější považuje polostandardizovaný. V něm mohou být některé části úplně strukturované a jiné naopak nestrukturované. Je také možné klást libovolné doplňující otázky, což může rovněž pomoci tam, kde respondent nepochopí (nebo pochopí špatně) některou z otázek. Podle Dismana právě tento druh interview umožňuje sloučit výhody jak standardizovaného, tak nestandardizovaného rozhovoru.

#### Hloubkový rozhovor
Zvláštním typem polostandardizovaného rozhovoru je i tzv. hloubkový rozhovor, jenž se často provádí za pomoci psychologických metod a postupů. Používá se takřka výlučně při kvalitativním výzkumu, avšak nedá se aplikovat na velké či rozptýlené výběrové vzorky, neboť je to velice pracný a poměrně i finančně a časově náročný typ šetření. Navíc jeho úspěšnost velmi závisí na znalostech, schopnostech a zkušenostech tazatele a rovněž i na ochotě respondentů spolupracovat.

#### Skupinový rozhovor
Disman dále hovoří ještě o skupinovém rozhovoru, který bývá zpravidla velmi málo strukturován a který probíhá formou diskuse v malé skupině. Dobře je zde umožněno zkoumání skupinového chování a lze lépe zjistit i celou škálu názorů či postojů v celé skupině, na druhé straně však Disman upozorňuje na to, že vzhledem k intenzivní sociální kontrole je respondent vystaven tlaku skupiny (vždyť zde není ani zachována anonymita!), což může mít za následek velmi výrazné zkreslení, neboť je možné, že někteří dotazovaní mohou mít tendenci své skutečné postoje zatajovat, příp. je upravovat tak, aby byly v souladu s míněním většiny. Posledním typem rozhovoru, který M. Disman zmiňuje, jsou panelová šetření, jež se opakovaně provádí na neměnném („stacionárním“) vzorku, u něhož jsou zjišťovány diachronní změny v názorech, postojích či hodnotách.

## Typy rozhovorů dle Kaneové
Na rozdíl od Dismana Kaneová rozlišuje tři základní druhy rozhovoru : standardizovaný se záznamovým archem („Standardised Schedule Interview“), polostandardizovaný (Standardised Interview - No Schedule) a nestrukturovaný (Unstructured Interview).

### Standardizovaný rozhovor
V charakteristice standardizovaného rozhovoru se oba autoři víceméně shodují, avšak ve vhodnosti použití se objevují některé rozdíly. Kaneová (na rozdíl od Dismana) velmi zdůrazňuje, že při použití strukturovaného interview musí být zkoumaný vzorek homogenní z hlediska hodnot a názorových postojů. Autorka se však s Dismanem shoduje v tom, že musíme být dobře seznámeni se zkoumaným problémem – „…víme, na co je důležité se ptát a jak se ptát.“

### Polostandardizovaný rozhovor
Kaneová na rozdíl od Dismana vyčleňuje polostandardizovaný rozhovor jako samostatný druh interview, což se také projevuje tím, že jeho charakteristice věnuje bezesporu více pozornosti než Disman. Tento druh rozhovoru vychází z autorčiny teze, že ačkoli přeformulujeme znění otázek či zaměníme jejich pořadí, dostaneme od různých dotazovaných stejný typ odpovědi. Kaneová se zde uvádí jako příklad postoj jednotlivých skupin populace k užívání a případnému zneužívání drog. Zde bylo jistě nutné přeformulovat jednotlivé otázky tak, aby jednotliví respondenti (např. lékaři, narkomani či policisté) v daných skupinách co nejlépe porozuměli položené otázce.

### Nestrukturovaný či nestandardizovaný rozhovor
Do poslední skupiny podle autorčina členění spadá nestrukturovaný či nestandardizovaný rozhovor. Zde není bezpodmínečně nutné vyžadovat od každého dotazovaného stejný typ odpovědi. Výhodné je použít tento druh zejména při začátcích výzkumu (či předvýzkumu) a to zejména tehdy, když nejsme dobře seznámeni s danou problematikou a nejsme si jisti při utváření znaků a jejich kategorií. Nestandardizovaný typ rozhovoru se také používá, když dotazujeme respondenty z různých či naprosto odlišného kulturně-sociálního prostředí. Jako příklad Kaneová uvádí zkoumání vztahu sester k pacientům v psychiatrické léčebně, při kterém nejprve zahájíme rozhovor s několika sestrami, abychom zjistili, jak ony samy podle svého názoru rozdělují a charakterizují své pacienty. Dalším příkladem, kdy je podle Kaneové vhodné použít nestrukturované interview, je když zkoumáme skupinu lidí, jejichž kultura, životní názor či zvyky jsou od našich vlastních diametrálně odlišné.
Odtud autorka rozděluje dva možné přístupy, jak charakterizovat jednotlivé podskupiny. První přístup („emic approach“) je zjistit, jak daná skupina vidí a rozčleňuje sama sebe jakoby z vnitřního pohledu. Druhý přístup („etic approach“) spočívá v tom, že ke zkoumané skupině přistupujeme jakoby z vnějšího pohledu a stanovíme určité kategorie a klasifikace tak, jak je vidíme my, jakožto nezávislí a vnější pozorovatelé či výzkumníci. Každý z těchto přístupů má jak svoje výhody, tak i své nevýhody: první přístup, jenž vychází z předpokladu, že je každá skupina jiná, umožňuje stanovit takové kategorie a klasifikační znaky, které té které skupině velmi dobře odpovídají. Na druhou stranu však při použití tohoto postupu nemůžeme srovnávat různé skupiny mezi sebou. Srovnání skupin mezi sebou nám naopak umožňuje klasifikace zvnějšku, což však s sebou přináší i nevýhody – může totiž nastat situace, že námi určené kategorie nemusí některým skupinám plně odpovídat.
Kaneová dále uvádí příklad tohoto dvojího určování kategorií, ve kterém pojednává o tom, jak můžeme na jednotlivé podsoubory členit studenty. Za využití klasifikace zvnějšku můžeme stanovit takové kategorie jako je ročník, obor, forma studia apod., zatímco za využití přístupu zevnitř zjistíme, jak studenti vidí sami sebe a jak se sami rozdělují do dílčích podskupin.

## Techniky užité při rozhovoru
Po vytyčení jednotlivých typů interview se jak Disman, tak Kaneová soustřeďují přímo na jeho techniky. M. Disman se nejprve zaměřuje na obor použití techniky rozhovoru, přičemž vychází z charakteru zkoumaných jevů, charakteru akce a vnějších (ekonomických a organizačních) faktorů.
Jelikož prostřednictvím rozhovoru zjišťujeme veškeré údaje pouze zprostředkovaně, je nejlépe této techniky využít při zkoumání jevů z „oblasti subjektivního psychického života zkoumaných osob.“ Rozhovoru se však také používá i v těch případech, kdy zkoumáme jevy, které jsou i přímo pozorovatelné.
Mezi nejvýznamnější důvody, proč využívat techniku dotazování namísto pozorování přímo sledovatelných jevů, patří např. technická a časová nákladnost, s čímž může souviset i skutečnost, že pozorované jevy jsou místně i časově rozptýlené. Někdy se může i stát, že přímé pozorování by bylo příliš komplikované nebo zhola nemožné. Jako příklad uvádí M. Disman výzkum náplně volného času u venkovského obyvatelstva, při kterém byla položena otázka zkoumající četnost návštěv divadla za určitý časový úsek. Jelikož však předmětem zkoumání nebyla návštěvnost divadel, nýbrž způsob náplně volného času, přímé pozorování by bylo velmi obtížné, protože by výzkumníci museli strávit mnoho času sepisováním všech činností jednotlivých aktérů, a teprve poté určit podíl návštěv divadelních představení.
V jiných případech nelze techniku pozorování použít, např. když sledujeme jevy, které se odehrály v minulosti, nebo v případě, že pozorování není možné uskutečnit ze sociálních důvodů. Dalším příkladem, který Disman v souvislosti s omezenou možností provést přímé pozorování uvádí, je způsob chování a jednání individuí v průběhu nějaké přírodní katastrofy. Tyto jevy, opomeneme-li jejich nízkou četnost výskytu, nelze ani předpovědět, a tudíž je zde technika pozorování takřka nemožná.
Po výčtu důvodů, které vedou k využití techniky rozhovoru namísto techniky pozorování, se autor blíže zaměřuje na situace a případy, kdy naopak rozhovor použít nelze. Jsou to jednak jevy, které jsou tak málo významné, že si jich respondent ve svém každodenním životě jen stěží povšimne, a jednak to mohou být i jevy, o kterých je respondentova výpověď natolik ovlivněna jeho subjektivním pocity a prožíváním, což nutně vyvolává zkreslení a nepřesnost v odpovědích. Dalším důležitým důvodem, proč nevyužívat techniku rozhovoru, jsou takové případy, ve kterých se chceme dotazovat na poněkud choulostivé otázky, na které by se respondent zdráhal pravdivě odpovědět. Také není dobré ptát se na skutečnosti, které jsou snadno zjistitelné i jinak – Disman v této souvislosti uvádí příklad naprosto zbytečné otázky „Je ve vaší obci místní lidová knihovna?“, přičemž je zřejmé, že jednodušší a výhodnější by bylo zjistit takovou informaci např. na místním úřadě.
Použití techniky rozhovoru rovněž závisí i na charakteru výzkumné akce. Velkou výhodou metody rozhovoru (podobně jako u rozdávaného a sbíraného dotazníku) je podle M. Dismana téměř úplné zachování výběru určitého zkoumaného vzorku. Rozhovor se však nevyplatí v případě výrazného prostorového rozptylu potenciálních respondentů, a to jak z časového, tak i finančního důvodu. Finanční a organizační podmínky jsou také velmi důležité, co se týče výběru metody výzkumu. Autor zde z tohoto hlediska klade rozhovor doprostřed škály mezi pozorováním a dotazníkem. Dále uvádí, že nestandardizovaný rozhovor je znatelně dražší a náročnější, co se týče nároků na kvalitu práce tazatelů. Standardizovaný rozhovor je sice levnější a také pro tazatele mnohem snazší, ale na druhou stranu vyžaduje výbornou organizaci, a to zejména při opakovaných či panelových výzkumech nebo při značném prostorovém rozptýlení.
Disman metodě rozhovoru přikládá velkou důležitost a zároveň oblast využití interview označuje za velmi širokou. Vyzdvihuje zejména skutečnost, že „tato technika, ve které je tazatel v bezprostředním kontaktu s tazatelem, připouští takový stupeň standardizace, jaký je nutný pro kvantitativní akce, a ještě umožňuje odstranit některá zkreslení, která standardizaci doprovázejí.“
Autor se po svém obsáhlém pojednání o vhodnosti použití techniky rozhovoru podrobně věnuje samotné přípravě strukturovaného interview. Zde rozčleňuje tři základní fáze, které jsou při provádění rozhovoru nutné: konstrukce otázek a záznamového archu, kontrola projektu – předvýzkum, příprava tazatelů a příprava v terénu.

## Příprava rozhovoru
První fáze přípravy rozhovoru tedy spočívá v konstrukci otázek a záznamového (neboli referentského) archu, který slouží k zaznamenávání odpovědí na položené otázky a často obsahuje i dílčí pokyny pro tazatele. Konstruujeme-li otázky, musíme jejich vytváření nahlížet z několika různých hledisek, z nichž Disman zmiňuje tyto: funkce otázek, otázky jako celek, obsahové a formální problémy jednotlivých otázek, zvláštní typy otázek, pořadí otázek a technická a grafická úprava otázek a formuláře. Hlavní funkcí otázek je především získat od respondenta co nejpřesnější odpověď, a proto je velmi důležité věnovat konstrukci jednotlivých otázek velkou pozornost. Důležité, jak autor zdůrazňuje, je také vzít v potaz skutečnost, že otázky nemůžeme konstruovat izolovaně, nýbrž se jimi zaobírat i v širších souvislostech a zabývat se jimi jakožto jednolitým celkem. Je nutné vyvarovat se nadbytečných informací, které získáme, pakliže se ptáme na skutečnosti, které k testování předem sestavených hypotéz vůbec nepotřebujeme. Nejen že tyto hromadící se údaje znesnadňují orientaci (což může v některých případech vést dokonce i k tomu, že některé údaje, které jsou naopak pro potvrzení či vyvrácení hypotéz nezbytné, mohou být zcela vynechány), ale dokonce mohou výsledky šetření i zkreslit – M. Disman zde hovoří také o tom, že přehnaně dlouhý rozhovor velmi výrazně vyvolává nechuť respondentů dále spolupracovat.
Ze všeho nejdůležitější je pak kontrola úplnosti získaných údajů, která zajišťuje, že odpovědi na námi kladené otázky mohou zahrnout všechny informace, které k testování hypotéz nutně potřebujeme. Takové kontroly lze podle autora nejlépe dosáhnout za předpokladu, že sestavíme takový projekt výzkumu, který by zároveň i obsahoval velmi podrobný projekt pro zpracování sebraných dat. Také musí být naprosto zřejmé, která otázka testuje tu kterou hypotézu a naopak která hypotéza je tou kterou otázkou ověřována. Disman dále varuje před možným zkreslením, které může být vyvoláno i tím, když je „slovní obsah odpovědi považován za její skutečný význam“. S tím souvisí ještě jeden velmi důležitý aspekt, a sice validita konstruovaných otázek, což znamená, že musíme velmi pozorně zvažovat, zda určitá otázka skutečně zkoumá to, co zkoumat potřebujeme.
Rovněž nelze opomíjet i fakt, že ne všichni respondenti mohou na základě svých vlastních zkušeností odpovědět na položenou otázku pravdivě. Je patrné, že u respondentů lišících se v rozsahu svých zkušeností, může mít námi položená otázka odlišný význam. Proto se ve výzkumných projektech využívá tzv. „filtračních otázek“, jejichž hlavním úkolem je rozčlenit respondenty na dílčí podsoubory, v jejichž rámci můžeme specifikovat a pokládat další otázky.

### Formulace otázek
S tímto však souvisí i vhodná formulace otázek – některé otázky mohou být pro respondenty příliš obtížné, nepříjemné nebo nesrozumitelné. Otázka, která má být pro respondenta dobře srozumitelná, musí být zároveň i jednoznačná: například ne zcela určitý výraz „často“ může být každým respondentem interpretován zcela odlišně. Ke zkreslení a nesprávnému pochopení otázky dochází i v případě, kdy se dva (a případně více) problémy slučují do jedné společné otázky. Disman pak dále zmiňuje, že pro lepší pochopení je dobré v úvodu otázky podat bližší vysvětlení a objasnit, co kterými výrazy rozumíme. Pro jednoznačné pochopení otázky rovněž bývá i vhodné vysvětlit její význam za pomoci konkrétních příkladů, avšak autor poznamenává, že nesprávný příklad někdy může odpovědi poněkud zkreslit. Také výrazy, které se v otázce vyskytují, je lépe vybírat z „obyčejného“ jazyka, neboť odborným výrazům nemusí každý respondent (ať už správně či vůbec) rozumět.
Srozumitelnost však ohrožují i otázky typu „proč“?, které by se podle autorova stanoviska měly používat pouze zřídka a jen v případě, existují-li k tomu závažná oprávnění (např. když se jedná o velmi triviální souvislosti, kdy je daný způsob jednání ovlivněn jen velmi malým množstvím faktorů). Disman zde také zdůrazňuje, že málokdy dochází k tomu, aby si respondent plně uvědomoval důvody svého počínání, a tudíž je jeho odpověď (přestože by se sebevíce snažil odpovědět co nejsprávněji) dosti nepřesná. Proto je otázka typu „proč“ ještě méně možná v případě otevřených otázek, neboť může nastat situace, že ji různí respondenti pochopí jinak a zároveň na ni budou jiným způsobem odpovídat. Navíc odhalovat příčiny mezi jevy je úkolem pro výzkumníka, a nikoliv pro dotazovaného.
Další hledisko, které M. Disman považuje za nutné vzít v potaz při výstavbě otázek, je stupeň jejich obtížnosti. Autor zde rozlišuje dva základní typy těchto „obtížných otázek“ – otázky obtížné formou a obsahem. Do prvního typy spadají takové otázky, které po respondentovi vyžadují složitější myšlenkové konstrukce jako je např. provádění početních úkonů nebo vyhledávání nejrůznějších dokladů. Mezi druhý typ obtížných otázek patří potom takové, při jejichž zodpovídání se musí respondent velmi složitou cestou rozvzpomínat. Proto je velmi žádoucí přidat i některé pomocné a blíže určující otázky, které dotazovanému jeho situaci ulehčí. Disman zde k ilustraci tohoto způsobu ulehčování otázek přejímá příklad Goodea a Hatta ohledně dotazu, co „respondent pocítil v okamžiku, kdy se poprvé dověděl, že byla svržena atomová puma na Hirošimu.“ Je patrné, že mnohem větší pole působnosti mají doplňující a „rozvzpomínající“ otázky při nestrukturovaném dotazování. U standardizovaného interview je tento způsob pochopitelně těžší a lze jej využít jen ve výjimečných příkladech.
Vedle těchto dvou výše zmíněných typů obtížných otázek Disman staví zvláštní typ, který označuje jako otázky nepříjemné. Zde je ještě důležitější otázku vhodně formulovat, neboť v jejím „ostrém“ znění by byla pravdivá odpověď pro respondenta ponižující nebo by u něj dokonce mohla vyvolat tíživý pocit ohrožení. Disman uvádí, že první podmínkou pro odstranění eventuálních negativních vlivů je navázat dobrý kontakt mezi tazatelem a dotazovaným přímo v průběhu výzkumného šetření. Autor pak dále podotýká, že podobné choulostivé otázky by měly být formulovány v co nejvíce hovorové podobě nebo za použití zjemňujících prostředků, tj. eufemismů. Jako vhodný příklad pak uvádí tyto dvě formulace jedné otázky: „Dovolujete někdy svým dětem pít alkohol?“ a „Domníváte se, že by děti neměly vůbec pít alkohol, nebo si myslíte, že není třeba být tak úzkostlivým?“
Jelikož mají respondenti tendenci některé skutečnosti záměrně zkreslovat či zamlčovat, používají se tzv. nepřímé a projekční otázky. Za nepřímé považuje Disman takové, jejichž zjevná podoba (resp. formulace) není na první pohled shodná se samotným záměrem šetření. Nepřímá otázka se však nedá pokládat sama o sobě, nýbrž jako celá baterie otázek. Zjednodušeně se dá říci, že respondent sice v takovém případě dokáže rozpoznat téma výzkumu, avšak samotný jeho smysl mu zůstává skryt. To vše dokáže eliminovat „líbivé“ odpovědi dotazovaných.
V projekčních otázkách se někdy využívá různých psychologických metod a postupů, z nichž autor zmiňuje Jungův asociační test, Rorschachův test apod. Za použití těchto technik výzkumník lépe pronikne do respondentova podvědomí, které není ovlivněno kontrolními mechanismy, což jistě přináší dobré výsledky. Na druhou stranu však, jak Disman v této souvislosti podotýká, je podobný postup velmi náročný na samotnou realizaci a především pak na interpretaci výsledků. Proto se častěji využívá jednodušších způsobů projekce, který může spočívat např. v respondentově posuzování námi předložených názorů či příkladů, z čehož poté vyvozujeme vlastní názory respondenta. Další postup, který Disman uvádí, je využití kreseb symbolizujících jednoduché a stylizované „panáčky“, a to nejlépe takové, se kterými se respondent může co nejlépe ztotožnit. Velmi častá je i taková projekční otázka, která využívá principu nedokončených vět, jež má dokončit teprve až dotazovaný, přičemž je lépe formulovat větu ve třetí než první osobě, což zajišťuje ještě lepší skrytí účelu našeho výzkumu před respondentem.
I když nepřímé a projekční otázky přinášejí odpovědi, jež lépe odpovídají realitě, může, jak Disman upozorňuje, dojít také k tomu, že inteligentní a zkušený respondent náš výzkumný cíl prohlédne, což mnohdy vyvolá zkreslení. Nepřímé a projekční otázky by tedy měly být používány zejména v kvalitativních výzkumech nebo v takových šetřeních, u kterých je pravděpodobné, že na ně budou respondenti odpovídat záměrně nepravdivě.
Při konstrukci otázek je také třeba vzít v potaz působení tzv. sugestivních otázek. Za sugestivní otázky pak M. Disman pokládá takové, které „nemají neutrální povahu a které vyvolávají určitý smysl odpovědi častěji, než by se vyskytl, kdyby respondent vypovídal upřímně a spontánně.“ Co však může sugestivní působení jednotlivých otázek vyvolat? Autor uvádí několik příkladů, z nichž jsou nejzásadnější tyto:
- sugestivní působení mohou vyvolat již samotné zkoumané jevy, tendence ke stereotypním odpovědím, otázky obsahující (či zdůrazňující) jedinou možnost, zdůraznění nebo naopak zanedbání určité souvislosti, používání jmen osob s vysokou prestiží, obsah otázky vyvolávající silné emoce, příliš osobní nebo naopak neosobní znění otázek.

Jako možnou obranu proti sugestivnímu zkreslení navrhuje Disman takový postup, který využívá „techniky dvojího dotazníku“ s různým zněním otázek. Zde je však nutné vyvarovat se toho, aby dotazovaný neměl pocit, že je zbytečně dotazován na to samé. Podle M. Dismana je však někdy žádoucí využít působení sugestivních otázek takovým směrem, aby odpovědi co nejvíce vyvracely námi zkonstruovanou hypotézu. Když však přesto není hypotéza vyvrácena, má jistě větší nárok na platnost.
Po vytyčení jednotlivých typů úskalí při konstrukci otázek se Disman věnuje výstavbě otázek jako celku. Jednotlivé otázky se totiž v rozhovoru nacházejí ve vzájemných souvislostech a i toto může být zdrojem možného zkreslení. Otázky podle autora měly být uspořádány do bloků, jejichž uspořádání by mělo mít jasnou logickou strukturu z pohledu dotazovaného. Proto se do rozhovoru někdy vkládají i zvláštní otázky, které se sice nebudou dále zpracovávat, ale mohou tvořit plynulý přechod mezi jednotlivými tematickými celky otázek, přičemž případně působí tak, aby respondent neprohlédl účel našeho počínání. Důležitým aspektem je však také pořadí pokládaných otázek. Podle Dismana je zvlášť důležité věnovat pozornost právě první, úvodní otázce, jejímž účelem nemusí být vždy získání informací, ale především „získání“ respondenta pro spolupráci. První otázky by tedy měly být nejen zajímavé, ale také snadné, aby dostatečně vzbudili důvěru respondentů a navodili v nich pocit, že se vlastně nejedná o nic obtížného. Autor zde také zdůrazňuje, že je nutné vyhnout se jednotvárnosti, která může respondenty nudit a vyvolat v nich nechuť dále spolupracovat. Naproti tomu jako poslední je vhodné zařadit identifikační otázky vyžadující údaje jako věk, vzdělání apod. a nebo otázky, které mohou být respondentem považovány za provokující či pobuřující.
Po konstrukci otázek a jejich zařazení na různá místa rozhovoru se autor zaměřuje na přípravu referentského (záznamového) archu, jehož funkcí není jen zaznamenávání odpovědí, ale také může obsahovat různé pokyny pro tazatele. Jsou zde např. poznámky, jestli je možné otázku blíže vysvětlit nebo ji přeformulovat tak, aby ji respondent lépe porozuměl. Často zde bývá uveden závazný postup, jak rozhovor zahájit.

### Zahájení rozhovoru
Problematice zahájení rozhovoru se věnuje jak Disman, tak i Kaneová. Oba se shodují v postupu, který je dobré dodržet - nejprve doporučují uvést jméno organizace, která výzkum provozuje, a poté jednoduše vysvětlit, čeho se šetření týká a jak byl respondent vybrán. V každém případě je však nutné zavázat se k dodržení anonymity. Disman ještě navíc podotýká, že je vhodné respondenta upozornit na to, že jeho odpovědi budou zaznamenávány, a to především z toho důvodu, aby nebyl respondent tazatelovým zapisováním zaskočen a zneklidněn.
Kaneová upozorňuje na skutečnost, že někteří dotazovaní mohou odmítnout účastnit se rozhovoru, a proto navrhuje několik možných řešení. V případě, kdy byl respondent vybrán na základě náhodného výběru, je podle autorky vhodné zdůraznit, že opravdu potřebujeme znát odpovědi příslušného jedince a že není možné dotazovat „někoho jiného.“ Další možný postup je slíbit, že rozhovor nezabere příliš času (ovšem jen v případě, je-li tomu opravdu tak), znovu zdůraznit anonymitu a případně dotazovanému ukázat již publikované materiály o různých výzkumech, aby se sám přesvědčil, že jeho jméno nebude nikdy uvedeno.
V odmítnutí spolupracovat samozřejmě svou úlohu hraje i to, jestli je tazatel respondentovi nějak sympatický či naopak. Kaneová uvádí definici, která říká, že „čím bližší je tazatel dotazovanému ve společenské vrstvě, pohlaví, věku a zájmech, tím vzrůstá naděje, že rozhovor proběhne úspěšně.“ Dále hrají významnou roli takové jevy jako je intonace a hlas tazatele, jeho gestikulace a vystupování, případná přítomnost druhých lidí nebo jiné rušivé situace. Jako další možné příklady, jak postupovat v situaci, kdy respondent odmítá odpovídat, uvádí Kaneová následující: zdůraznit, že námi prováděné výzkumné šetření je pro nás nesmírně důležité (např. role studenta, který chce získat titul) a nebo zeptat se, jestli by nebylo vhodnější přijít v nějakou jinou dobu.
Disman se v tom, že osobnost tazatele výrazně ovlivňuje průběh rozhovoru s Kaneovou shoduje. Jak Disman dále uvádí, obvyklý požadavek, aby byl tazatel pokud možno co nejvíce neutrální, je sice správný, ale jej nelze generalizovat. Naopak uvádí, že v některých situacích je možné záměrně vybrat takovou osobnost tazatele, která by respondenta ovlivňovala v jeho otevřenosti a upřímnosti v rámci zodpovídání otázek. Autor pak doporučuje některé role, které jsou víceméně univerzální – je to role výzkumného pracovníka a zejména pak úloha studenta. Ta je však podle Dismana naprosto nevhodná, pokud jsou dotazováni starší lidé na otázky osobní povahy.
Další skutečnost, kterou M. Disman zdůrazňuje, je chování a vystupování respondenta. To by mělo být podle něj takové, aby se podařilo mezi tazatelem a dotazovaným navázat dobrý kontakt a udržovat jej, a na druhé straně by se však měl tazatel chovat tak, aby nijak sugestivně neovlivňoval výpovědi respondentů. To znamená, že tazatel nesmí schvalovat či neschvalovat (ani nonverbálně) postoje respondentů a ani s nimi nesmí „debatovat“ o tom, co sám si myslí. Tazatel by měl dále vystupovat rozhodně a nikoliv nesměle, dostatečně zdůraznit anonymitu šetření a také by měl respondenta na začátku rozhovoru uklidnit. Stejně tak je podle Dismana důležité, aby klid zachovával i tazatel, neboť i jeho nervozita může průběh rozhovoru poněkud narušit. Podobně jako Kaneová, i Disman hovoří o tom, že velký vliv má jak čas, tak i místo rozhovoru, ale rovněž i přítomnost nějaké třetí osoby.
Jak již bylo řečeno, jednotlivé odpovědi se zaznamenávají do referentského archu, přičemž u standardizovaných rozhovorů a zejména při práci s uzavřenými otázkami je tento záznam možný provést symbolicky (čísly nebo písmeny), na rozdíl od rozhovoru nestrukturovaného, jehož záznam klade mnohem vyšší nároky na zkušenosti a kvality tazatele. Disman upozorňuje, že některé respondenty může zapisování jejich odpovědí v průběhu rozhovoru znervóznit, ale na druhou stranu připomíná, že tento postup přímého zaznamenávání je mnohem přesnější, než se spoléhat na tazatelovu paměť, kdyby měl všechny odpovědi zaznamenat až dodatečně.
Dalším možným postupem je magnetofonový záznam, který ve svém zjevném provedení však může respondenty znervóznit ještě více než písemný, a v případě skrytého mikrofonu jsou možnosti omezeny (osobně se navíc se domnívám, že je zde nutné brát v úvahu i etický aspekt – pozn.). V souvislosti s tímto pak M.Disman hovoří o přílišné pracnosti přepisu magnetofonového záznamu do písemné podoby, a tudíž se tohoto postupu využívá jen výjimečně.